# Mborokua
Mborokua (también conocida como Isla Mary) es una isla volcánica deshabitada y cubierta de selva a 30 km al oeste de las Islas Russell. Es visitado ocasionalmente por pescadores locales, así como por tours de buceo.